# Roger Johan
Roger André Marcel Johan (Mortagne-au-Perche, 28 avril 1902 - Agen, 13 avril 1993) est un ecclésiastique français, évêque d'Agen de 1956 à 1976.

## Biographie
Roger Johan est né à Mortagne-au-Perche, dans le département de l'Orne (diocèse de Sées), ses parents étaient boulangers. Après la scolarité à Alençon, il part étudier au séminaire français de Rome et obtient des doctorats en philosophie en 1923 puis en théologie en 1928. Il est ordonné prêtre le 14 août 1927 et enseigne la philosophie au petit séminaire de Sées. Pendant la Seconde Guerre mondiale, il contribue à cacher des personnes traquées par la Gestapo, au séminaire. Il est choisi le 13 avril 1956 pour devenir évêque d'Agen et reçoit la consécration épiscopale le 24 août de la même année des mains de l'archevêque de Rouen, Joseph-Marie Martin.
Il fait partie des pères conciliaires lors des quatre sessions du concile Vatican II dont il est un zélé promoteur des réformes dans son diocèse. À partir de 1972, pour raisons de santé, il est assisté d'un coadjuteur en la personne de Sabin Saint-Gaudens qui lui succède au siège d'Agen à compter du 13 mars 1976.
Il meurt à Agen le 13 avril 1993, âgé de presque 91 ans.